# ProFTPd
ProFTPD est un serveur FTP libre. Ses auteurs l'annoncent comme puissant et parfaitement sécurisé sur le site web consacré au logiciel.
Il est distribué selon les termes de la licence GNU GPL.
Ses partisans disent que ProFTPD est bien documenté et que la plupart des configurations seront proches de celles des exemples fournis avec le logiciel. Son unique fichier de configuration, proftpd.conf, utilise une syntaxe similaire à celle d'Apache permettant ainsi d'homogénéiser les fichiers de configuration. La directive include permet cependant de répartir les directives de configuration dans différents fichiers pour les cas plus complexes.
Le logiciel permet de configurer plusieurs serveurs FTP virtuels et a la possibilité d'être utilisé dans un environnement dédié (chroot). Il peut être lancé comme un démon ou comme service inetd. Enfin, ProFTPD est compatible IPv6.
Son architecture est modulaire, ce qui a permis d'écrire des extensions pour le support de la cryptographie SSL/TLS (protocole FTPS) et l'extension de l'authentification via des bases RADIUS, LDAP ou SQL.
Le module SQL permet, en outre, le stockage en base de données des opérations effectuées sur le serveur FTP.
La version 1.3.2 apporte également, via le module mod_sftp, le support des protocoles SFTP et SCP issus de SSH.